# Gonia blondeli
Gonia blondeli là một loài ruồi trong họ Tachinidae.